# Okapi (tidning)
Okapi är en fransk barn- och ungdomstidning grundad 1971. Sedan starten ges den ut av Bayard Presse, ägd av den franska grenen av Assumptionisterna. Tidningen publicerar en blandning av populärvetenskapligt material och tecknade serier. Okapi ges ut varannan månad och upplagan var 2018 cirka 55 000 exemplar.

## Historia

### Första formeln
Tidningen grundades med franska 7–12-åringar som primär målgrupp. Förlaget hade 1966 grundat tidningen Pomme d'Api som en ren barntidning riktad till 3–7-åringarna, och Okapi var uttänkt som en tidning att fortsätta med.
Det här var en ny satsning från Bayard Presse, men en extra tonvikt på encyklopediskt material, inklusive den löstagbara bilagan "Univers d'Okapi" ('Okapis universum'). Man satsade tidigt på att i första hand finansiera tidningen via prenumeranter, vilka var 18 700 från början och 103 000 från och med nummer 7. Huvudsaklig konkurrent på den franska barntidningsmarknaden var Fleurus, vid sidan av serietidningar som Spirou och Tintin.
Till skillnad från många av barntidningskonkurrenterna var Okapi från början präglad av den nya pedagogiska andan från 1968-generationen. Det innebar att ge kunskaper om världen på ett jämlikt sätt, som en grund för att få barnen att fatta egna beslut. Delar av innehållet var dock länge kvar i den äldre samhällsmodellen, med separata könsroller för flickor och pojkar. Förlaget Bayard Presse hade en grund i en traditionellt katolsk kultur för barnuppfostran, vilket endast successivt slipades bort.
Under 1970-talet tillkom vid sidan av chefredaktören Denys Prache en stor mängd främst kvinnliga bidragsgivare. Vid sidan av redaktionsledningen inkluderade det serieskapare och textförfattare som Colette Tournès, Anne-Marie Chapouton, Édith Raymond, Yvette Pitaud och Nicole Claveloux. Claveloux lilla tecknade figur "Grabote" – född som en brevhuvudsillustration – blev från och med 1972 en fast återkommande seriefigur i tidningen, och den återkom därefter löpande fram till och med 1981 (261 nummer senare).

### Omläggningen 1978
1978 gjorde Bayard Press om Okapi, från en barntidning till en publikation för ungdomar på 10–15 år. Orsaken var lanseringen av systertidningen Astrapi 1978, vilken tre år senare kompletterades av Phospore för äldre tonåringar.
Under 1980-talet kopplades flera etablerade serieskapare till tidningen. I början av decenniet tecknade den Jacques Tardi-påverkade mysterieskaparen Pierre Wininger tre albumhistorier. för Okapi, och 1982 presenterade Tito sin långlivade ungdomsserie Tendre banlieue ('Känslig förort'). 1984 blev Jean-Claude Forest Okapis serieredaktör. Forest skrev själv flera historier i serien om Léonid Beaudragon (tecknad av Didier Savard) för tidningen, och bland andra namn fanns Jacques Lob, Daniel Billon, Marc Wasterlain, Jean-Marc Rochette och David Beauchard.
Tidningen har fortsatt att blanda faktamaterial med tecknade serier. Satsningen med en särskild seriebilaga – "L'Aventure d'Okapi" – avslutades dock efter att Forest på grund av tilltagande hälsoproblem 1989 varit tvungen att lämna sin redaktörspost. Många av de pågående albumserierna flyttade också ut ur tidningen, bland annat på grund av flera serieskapares missnöje med Bayard Presse dåliga distribution av seriealbum. På senare år har serierna i tidningen haft namn som Chouette de classe, Timoléon, Les Barneidor, Couscous et Cannelle, Okapus, Kangourouge och Opapi et Omami.

### Senare år
Under 1970-talet var upplagan ofta på över 150 000 exemplar. På senare år har upplagan sjunkit, och under senare år har den legat relativt stabilt på drygt 50 000 exemplar per nummer. Tidningen ges numera ut med 22 nummer per år, och 2015 nådde man nummer 1000.

## Chefredaktörer (urval)
- 1971–1978 (#1–162[7]) – Denys Prache
- 2020 – François Blaise[8]

## Galleri

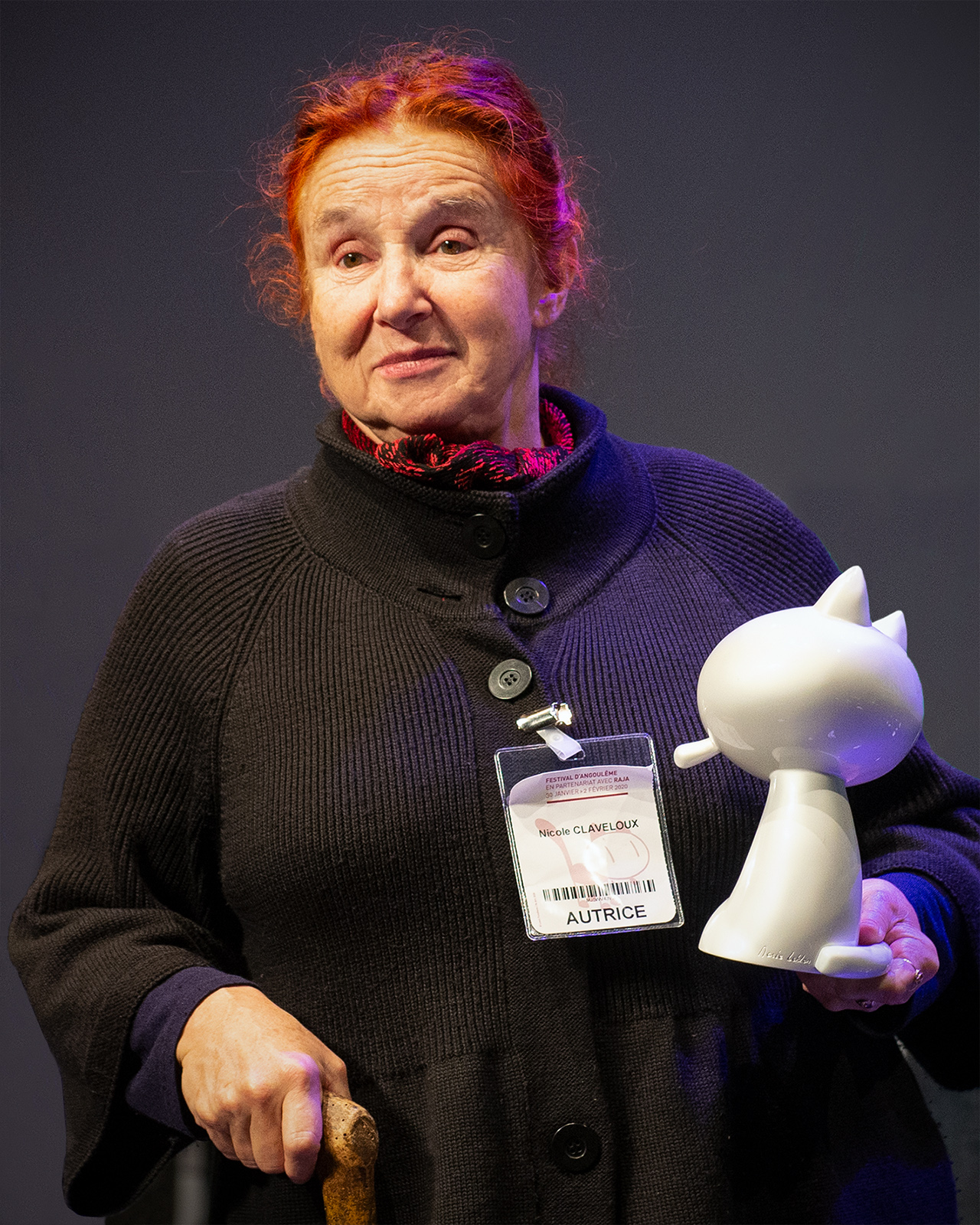
Nicole Claveloux (foto: 2020), vars figur "Grabote" länge syntes i tidningen.
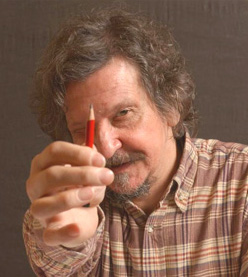
Marc Waterlain (foto: 2010) tecknade Jeanne Pointu i Okapi.
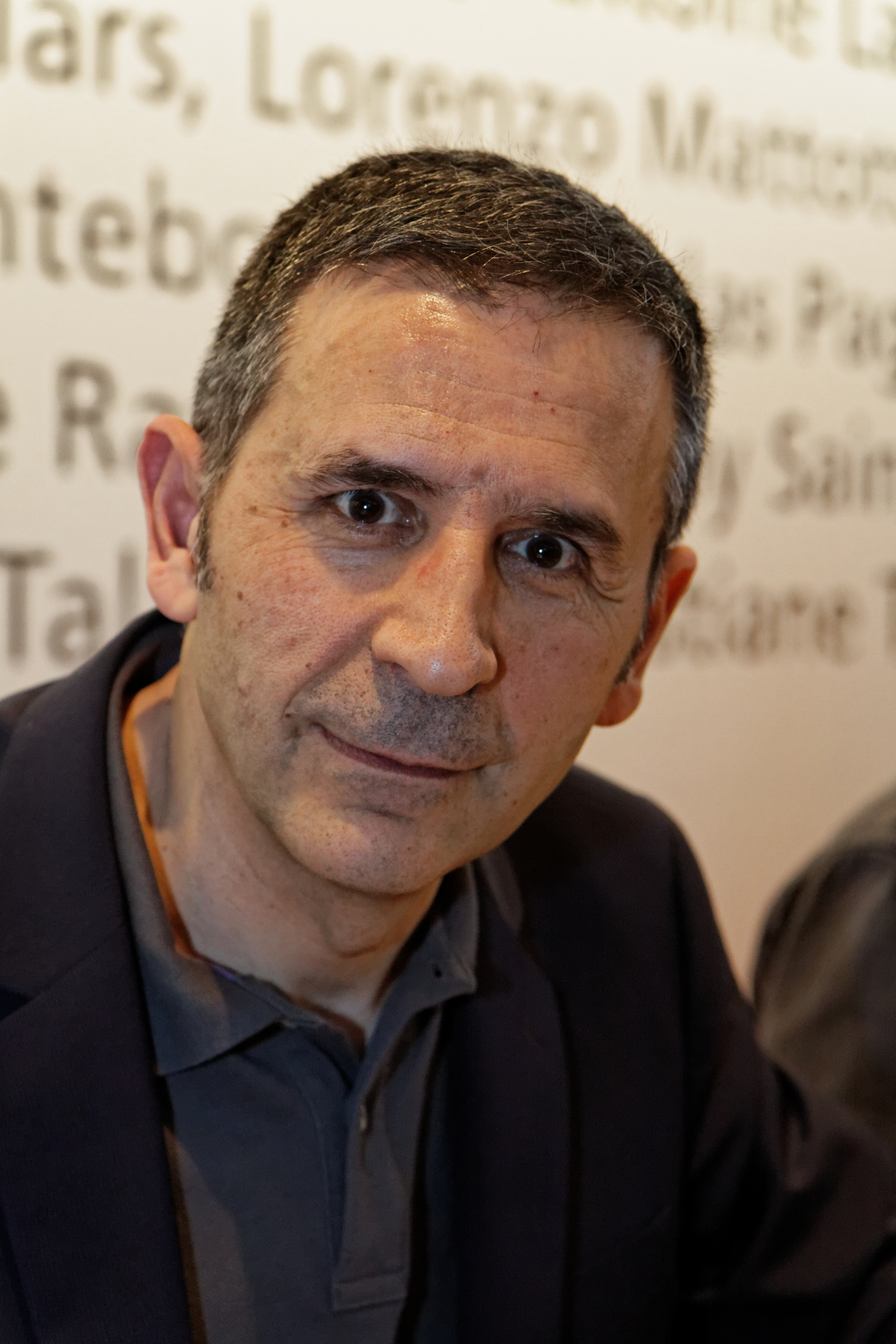
Tito (foto: 2012) introducerade sin Tendre banlieue 1982.
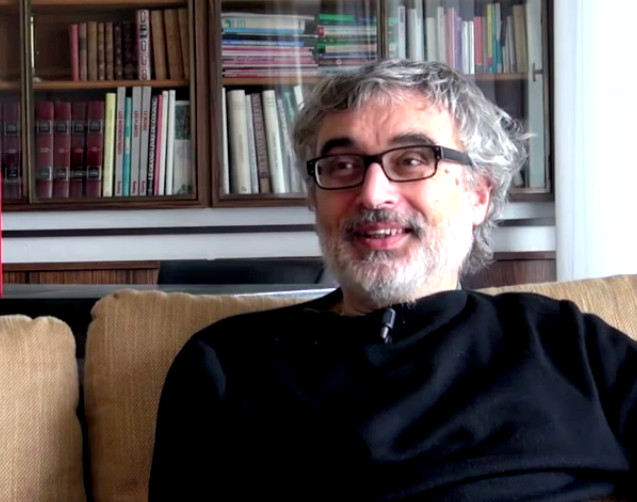
David B. syntes i Okapi under 1980-talet.